# アドフォクス
アドフォクス株式会社は、東京都青梅市に本社のある補聴器・マイクロフォン・イヤホン・計測器のメーカーである。

## 製品
- 補聴器
- 聴力補助器
- バイノーラルマイクロフォン・イヤホン
- 計測器